# Santiago Danani
Santiago Nicolás Danani (Lanús, 12 de diciembre de 1995) es un jugador argentino de voleibol, integrante de la Selección nacional y del club Fakel de Rusia. Formó parte del plantel de la Selección que ganó la medalla de bronce en los Juegos Olímpicos de Tokio 2020.

## Carrera deportiva
Santiago Danani jugó profesionalmente entre 2014 y 2018 en la Liga de Voleibol Argentina para los equipos de Club de Amigos, Pilar Vóley, Obras de San Juan y River Plate, marchándose en julio de 2018 a Italia para incorporarse al Pallavolo Padova de la Serie A.
Luego de tres años compitiendo en la máxima categoría del voleibol profesional italiano, fue fichado por el SSC Berlín de Alemania. Durante su única temporada con el club berlinés fue parte del equipo que ganó el título de la 1.Bundesliga Männer.
En junio de 2022 se anunció su contratación por parte del Warta Zawiercie de la Polska Liga Siatkówki. Tras jugar una temporada allí se unió al club ruso Fakel.

## Palmarés

### Selección juvenil
- 2015:  Campeonato Mundial Juvenil Sub-21[9]
- 2016:  Copa Panamericana Sub-23
- 2016:  Campeonato Sudamericano Juvenil Sub-23
- 2017:  Campeonato Mundial Sub-23[10]

### Selección mayor
- 2019:  Medalla de plata en el Campeonato Sudamericano
- 2021:  Medalla de bronce en los Juegos Olímpicos de Tokio 2020
- 2021:  Medalla de plata en el Campeonato Sudamericano
- 2023:  Medalla de oro en el Campeonato Sudamericano

### Premios individuales
- 2015: Campeonato Mundial Sub-21 - Mejor líbero
- 2016: Copa Panamericana - Mejor defensor
- 2016: Copa Panamericana - Mejor líbero
- 2016: Copa Panamericana - Mejor receptor
- 2016: Campeonato Sudamericano Sub-23 - Mejor líbero
- 2019: Campeonato Sudamericano - Mejor líbero